# Bernhard Hennen

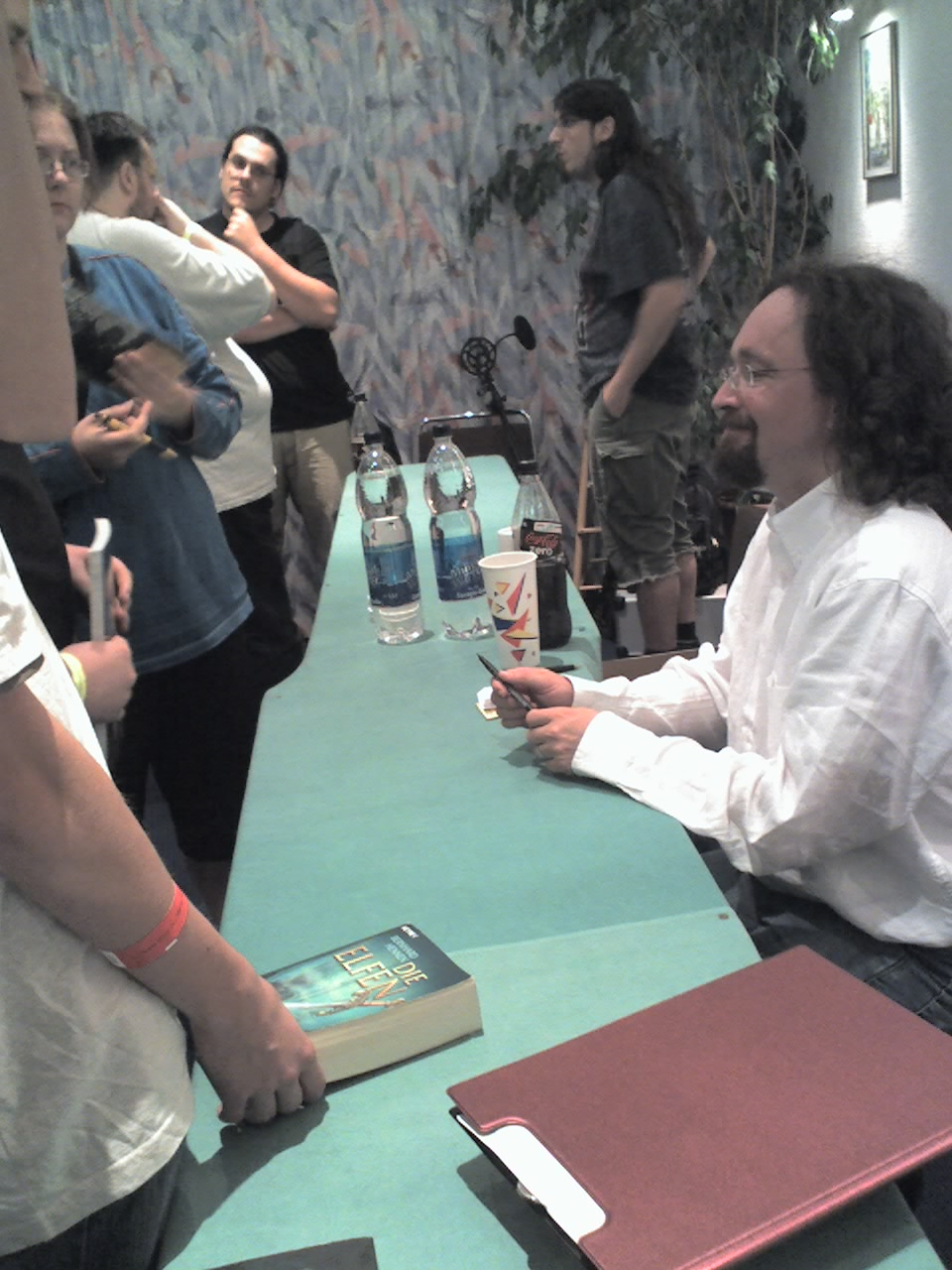
Bernhard Hennen mentre firma uno dei suoi libri più famosi: Die Elfen

Bernhard Hennen (Krefeld, 1966) è uno scrittore, storico e giornalista tedesco, nonché germanista e creatore di  storyline per giochi di ruolo interattivi.

## Biografia
Bernhard Hennen nasce a Krefeld nel 1966 ed ivi risiede con la moglie e la figlia. Seguì gli studi di germanistica e storia. Successivamente lavorò sia come moderatore radiofonico che come giornalista al di fuori dell'Europa. 
Esordisce come scrittore nel 1993 scrivendo un ciclo chiamato "Das Jahr des Greifen" (L'anno del Grifone) insieme a Wolfgang Hohlbein. In seguito scrisse altri libri fantasy da solo. Recentemente ha avuto molto successo in Germania con il ciclo di libri sugli elfi: "Gli elfi", "Gli elfi d'inverno", "La luce degli Elfi" e "La Regina degli Elfi". Oltre a queste opere, è stata pubblicata una serie seguente, composta da tre libri, col nome "Il Cavaliere degli Elfi".